# مجموعه تپه و دژ زیرزمینی بازه چنار
مجموعه تپه و دژ زیرزمینی بازه چنار مربوط به سده ۴ ق - دوره تیموری است و در شهرستان زبرخان، ۳ کیلومتری شمال‌شرقی روستای حصار واقع شده و این اثر در تاریخ ۲۴ آبان ۱۳۸۵ با شمارهٔ ثبت ۱۶۳۳۱ به‌عنوان یکی از آثار ملی ایران به ثبت رسیده‌است.